# 马学枞
馬學樅（1906年2月26日—1951年6月29日），又名馬羡常，男，直隶省順天府大興縣人，中國共產黨員，國語日報社校對，因參與中共中央社會部台灣工作站「國語日報于非案」被判處死刑，1951年6月29日槍決於臺北市水源路刑場。

## 生平
馬學樅1906年生於直隶省順天府大興縣，北平第二中學畢業，早年即加入中國共產黨 ，戰後來台在國語日報擔任校對工作，實際為執行中共中央社會部所派遣之交通員任務，1948年中共中央社會部部長李克農先後派遣朱芳春(化名于非)、蕭明華、周一粟、凱等多名特工赴台發展組織。
于非與蕭明華以夫妻的身分來台，蕭明華受臺靜農之邀，來台後在台灣省立師範學院任教，並在國語日報社兼職，而于非也透過關係進入國語日報社任副總編輯，于非在國語日報社與馬學樅銜接工作後，於1949年3月至6月間在臺灣省政府社會處主辦之社會科學研究會附設「實用心理學補習班」講課，吸收學員陳平、鄭臣嚴、王隆煜、李學驊、孫清河等人陸續加入「新民主主義青年團中央黨部」。1949年8月于非返回中國，李克農即指示不可再組織讀書會，會很容易被破獲，要求他們化整為零，並改為單線聯絡，並且以蒐集情報與策反為工作重點，1949年10月于非回台後，將組織名稱改為中共中央社會部台灣工作站。
于非擔任領導，由蘇藝林負責軍事情蒐、凱、馬學樅負責交通工作、孫玉林負責資金來源與社運、凱負責學運、周一粟負責建立武裝基地。另預謀成立電台、印製偽鈔擾亂金融與行刺政府要員等工作。
馬學樅負責為于非傳遞機密，並負責傳遞信件連繫組織成員，先後為蕭明華、陳平、周一粟、鄭臣嚴、蘇藝林、凱、嚴明森、張慶等傳遞與隱藏文件。
1950年2月蕭明華被捕，于非帶著機密膠捲於3月由蘇藝林協助自基隆搭船離台，帶回之「海南島作戰計畫書」係薛岳呈報遭蘇藝林竊取後描繪，在海南島戰役中，發揮關鍵作用。1950年5月22日隨著陳平落網，馬學樅在國語日報社被傳訊到警局偵訊收押。
1951年5月馬學樅與同案嚴明森、安學林、蘇藝林、周一粟、田子彬、林振成、簡桂生、劉維、白靜寅、余熙、孫玉林、陳平、張慶、徐毅、葛仲卿、譚興坦、李學驊共18人被判處死刑，1951年6月29日一齊槍決於臺北市水源路刑場。

## 紀念
2013年10月，北京西山國家森林公園的無名英雄廣場上立有無名英雄紀念碑，為紀念來台灣在1950年代被處決「隱避戰線烈士」而設立。馬學樅銘刻於紀念碑上，為中共國家安全部追認之中華人民共和國烈士。
2020年，中研院院士王正中與弟弟王正方在新聞專欄文章中提及馬學樅曾是他們幼時的數學家教老師，馬學樅在大陸的外孫女讀到新聞後得知外公在台蒙難，悲戚萬分，並與相關單位取得聯繫。

## 平反
2018年10月4日，促進轉型正義委員會第一批平反，依據促轉會107年9月26日本會第9次委員會議決議，撤銷受難者林慶雲君等1270人之刑事有罪判決暨其刑，其中(40)安潔字第 436 號，有關馬學樅意圖以非法之方法顛覆政府而著手實行之有罪判決暨其刑及沒收之宣告正式撤銷。